# Гімн Млинівського району
Гімн Мли́нівського району — твір на слова і музику Володимира Юхимовича Євтуха.
Гімн Млинівського району
Під синім небом здавна і донині
Лунає храмів віщий передзвін
Від батька, матері, доньки і сина
Млинівська земле, наш тобі уклін
Приспів:
Цвіти, красуйсь,  наш краю,
Хай Бог благословляє
Для поколінь твій світлий шлях
Будь славна, Млинівщино, у віках
У нашім краї колос золотистий,
Як материнський вічний оберіг
І завжди пісня чарівна, барвиста
Скликає нас на батьківський поріг.
Приспів.
Свята земля від краю і до краю
З твоїх джерел цілюща б’є вода
Шумлять, буяють щедрим урожаєм
Сади квітучі й золоті поля.